# Dictya zacki
Dictya zacki är en tvåvingeart som beskrevs av Orth och Fisher 1983. Dictya zacki ingår i släktet Dictya och familjen kärrflugor.
Artens utbredningsområde är Idaho. Inga underarter finns listade i Catalogue of Life.